# École supérieure d'ingénieurs en agroalimentaire de Bretagne atlantique
L'École supérieure d’ingénieurs en agroalimentaire de Bretagne atlantique ou (INP-ESIAB) est l'une des 204 écoles d'ingénieurs françaises accréditées au 1er septembre 2020 à délivrer un diplôme d'ingénieur.
Intégrée à l'Institut national polytechnique de Bretagne (Bretagne INP) depuis le 1er mars 2025, l'INP-ESIAB dépend de l'université de Bretagne-Occidentale.
Habilitée à délivrer deux diplômes d'Ingénieur et un diplôme de Master, l'école est spécialisée dans la microbiologie, la qualité la sécurité sanitaire (des aliments ou d'autres produits), la production et l'innovation pour les industries agroalimentaires.

## Histoire
Elle a été créée en 1991 sous le nom d'École supérieure de microbiologie et de sécurité alimentaire de Brest (ESMISAB), et prend son nom actuel en septembre 2012 à la suite du rattachement de deux autres formations situées à Quimper : la Formation d'ingénieurs en partenariat UBO/IFRIA et le parcours Innovation Procédés et Produits en Industries Alimentaires (IPPIA).

### Directeurs successifs
- 2006-2013 : Pierre Colin[3]
- 2013-2020 : Georges Barbier[4]
- 2020- : Gaétan Le Floch

### Présidents du conseil d'école successifs
- 1991-2017 : Jean-Luc Hardy, directeur R&D de Triskalia et directeur de Capinov[5]
- 2017- : Nadia Le Den, directrice du Laboratoire LABEXIA de Quimper, filiale du Groupe CARSO[5]

## Enseignements

### Formation d'ingénieurs en Microbiologie et Sécurité sanitaire
Les points forts de la formation sont la microbiologie, la qualité des produits, la maîtrise des risques sanitaires et toxiques, la connaissance des outils de la qualité et de la sécurité des aliments. Cette dernière couvre la totalité de la chaîne alimentaire et implique une bonne connaissance des produits, depuis les premiers  stades de leur élaboration jusqu'à leur transformation industrielle, la distribution et la consommation.
L'enseignement est organisé sous la forme de cours, TD, TP et de projets industriels, répartis sur 5 semestres en différentes unités d’enseignement de 100 à 200 heures. Il se décompose en six grands domaines :
- Qualité et sécurité des aliments.
- Sciences des aliments.
- Microbiologie.
- Sciences humaines.
- Sciences de l'ingénieur.
- Travail en équipe.

La formation comporte également trois stages industriels d'une durée totale d'une dizaine de mois.

### Formation d'ingénieurs en partenariat ESIAB/IFRIA
Mission principale
Former par la voie de l’apprentissage et/ou de la formation continue, des ingénieurs opérationnels et de terrain :
- Intégrés à l’entreprise agroalimentaire,
- Dotés de solides compétences académiques et d’une bonne culture de l’entreprise leur permettant de s’investir dans des postes à fortes responsabilités techniques et managériales,
- Orientés vers la production et l’organisation industrielle,
- Pour apprendre autrement votre métier tout en percevant un salaire.

### Parcours Innovation Procédés et Produits en Industries Alimentaires
Objectifs de la formation
- Appréhender et gérer des problématiques spécifiques à la R&D dans le domaine de l'agroalimentaire
- Former aux postes à responsabilité : cadres dans les différentes filières de l'agroalimentaire

Vous souhaitez intégrer une formation Bac+5 professionnalisante dans le domaine de l’innovation en industries alimentaires, rejoignez le parcours Innovation Procédés et Produits en Industries Alimentaires (IPPIA) de l’ESIAB :
- Nombreux intervenants professionnels
- 160 h d'enseignements par projet, concours étudiants consacrés à l’innovation alimentaire
- Formation en génie industriel, sciences des aliments, marketing, innovation
- Stages à l’étranger et en entreprise

Débouchés
- Responsable/Chef de projet R&D produits alimentaires
- Responsable/Chef de projet  R&D procédés alimentaires
- Responsable/Chef de projet Développement
- Responsable Qualité

## Recrutement

### Formation d'ingénieurs en Microbiologie et Sécurité sanitaire
L'admission s'effectue sur sélection :
- Via le concours Polytech après une classe préparatoire BCPST, PC ou TB.
- Sur dossier et entretien après une Licence, une classe préparatoire post- BTS ou un DUT.
- Une admission directe en 2e année est possible sur concours (dossier et entretien) ouvert aux étudiants de première année de Master.

### Formation d'ingénieurs en partenariat ESIAB/IFRIA
- une sélection académique sur dossier scolaire, entretien et tests,
- signature d'un contrat d’apprentissage de 3 ans avec une entreprise d’accueil avant la rentrée universitaire, dans la limite des places disponibles, et sous condition d’obtention du diplôme Bac+2 adapté au cursus.

### Parcours Innovation Procédés et Produits en Industries Alimentaires
L’entrée  en  Master  1  nécessite  une  Licence 3 validée dans le domaine de la biologie et/ou de l’agroalimentaire. L’entrée en Master 2 est possible après validation du Master 1 du parcours Master IIA de l’ESIAB ou d’un autre Master 1 dans le domaine de la biologie et/ou de l’agroalimentaire. La sélection se fait sur dossier et éventuellement après un entretien.

La formation est accessible en contrat de professionnalisation en Master 2. L’accès à cette formation est également possible si vous êtes en activité professionnelle, à la recherche d’un emploi ou si vous avez interrompu vos études initiales depuis plus d’un an. Vous relevez alors du statut de stagiaire de la formation continue pour vos études. Vous pouvez aussi accéder à cette formation par les différents dispositifs de validation des acquis (VAE, VAPP 85 et VES).